# آدولف شیمپرسکی
آدولف شیمپرسکی (انگلیسی: Adolf Šimperský؛ ۵ اوت ۱۹۰۹ – ۱۵ فوریهٔ ۱۹۶۴) یک بازیکن فوتبال اهل چکسلواکی بود.

## باشگاهی
از باشگاه‌هایی که در آن بازی کرده‌است می‌توان به باشگاه فوتبال بانیک استراوا، باشگاه فوتبال اسلاویا پراگ اشاره کرد.

## تیم ملی
وی سابقه ۱۰ بازی در تیم ملی فوتبال چکسلواکی را دارد.